# Bathoutha indicans
Bathoutha indicans är en insektsart som beskrevs av Walker. Bathoutha indicans ingår i släktet Bathoutha och familjen hornstritar. Inga underarter finns listade i Catalogue of Life.